# Durotheca
Durotheca is een geslacht van schimmels behorend tot de familie Xylariaceae. De typesoort is Durotheca depressa.

## Soorten
Volgens Index Fungorum telt het geslacht zeven soorten (peildatum januari 2024):
| Soortnaam               | Auteur(s)                                   | Publicatiejaar |
| ----------------------- | ------------------------------------------- | -------------- |
| Durotheca comedens      | (Ces.) Læssøe & Srikit.                     | 2013           |
| Durotheca crateriformis | Q.R. Li & K.D. Hyde                         | 2019           |
| Durotheca depressa      | Læssøe & Srikit.                            | 2013           |
| Durotheca eurima        | (Y.M. Ju, J.D. Rogers & H.M. Hsieh) Q.R. Li | 2019           |
| Durotheca guizhouensis  | Q.R. Li & K.D. Hyde                         | 2019           |
| Durotheca macrostroma   | Srikit., Wongkan. & Luangsa-ard             | 2016           |
| Durotheca rogersii      | (Y.M. Ju & H.M. Hsieh) Læssøe & Srikit.     | 2013           |